# Tom Bertram
Tom Bertram (* 30. März 1987 in Halle (Saale)) ist ein ehemaliger deutscher Fußballspieler. Er war Innenverteidiger und stand zuletzt seit August 2010 beim Drittligisten FC Rot-Weiß Erfurt unter Vertrag. Sein Vater Thomas Bertram war ebenfalls Fußballspieler und bestritt für Rot-Weiß Erfurt einige Spiele in der DDR-Oberliga.

## Karriere

### Jugend
Im Alter von fünf Jahren schloss sich Tom Bertram dem FC Rot-Weiß Erfurt an und durchlief bis 2005 alle Jugendmannschaften des Vereines. Sein großes Talent wurde auch überregional wahrgenommen, sodass Bertram ebenfalls für alle Juniorennationalmannschaften des DFB auflief.

### Profikarriere
Nach dem Abstieg der Profimannschaft aus der 2. Bundesliga holte Trainer Pavel Dotchev Bertram in die erste Mannschaft, obwohl er noch für die U-19 spielberechtigt war. Trotz seines Alters von nur 18 Jahren erspielte er sich auf Anhieb einen Stammplatz in der Innenverteidigung der Thüringer und bestritt in seiner ersten Saison 33 Spiele in der Regionalliga. Trotz zahlreicher Interessenten aus höheren Ligen, entschied sich Bertram dafür, noch ein weiteres Jahr bei seinem Heimatverein zu bleiben. Dort konnte er an seine Leistungen vom Vorjahr anknüpfen und debütierte auch in der U-21-Nationalmannschaft.
Zur Saison 2007/08 wechselte er in die 2. Bundesliga zur SpVgg Greuther Fürth. Dort konnte er jedoch kaum Akzente setzen und kam erst am 17. Spieltag gegen die TSG 1899 Hoffenheim zu seinem ersten Einsatz in der 2. Bundesliga. In der Rückrunde spielte er noch weitere fünf Mal. Im Jahr darauf wurde er in die zweite Mannschaft abgestellt, deshalb verließ er die Franken in der Winterpause. Ab Januar 2009 stand er beim Aufstiegsaspiranten SC Paderborn 07 unter Vertrag. Am Anfang der Rückrunde spielte er ein einziges Mal, dann beendete eine schwere Verletzung (Kreuz- und Außenbandriss) für ihn die Saison vorzeitig. Der SCP stieg in die 2. Bundesliga auf, doch Bertram verletzte sich erneut schwer, bevor er auch nur ein weiteres Mal eingesetzt worden war.
Ab August 2010 stand er wieder beim FC Rot-Weiß Erfurt in der 3. Liga unter Vertrag. Anfänglich spielte er dort nur in der Oberligamannschaft, um wieder Anschluss zu finden, ab dem 12. Saisonspieltag war er aber Stammspieler in der Profimannschaft von Trainer Stefan Emmerling und blieb dies auch in der Saison 2011/12. Zu Beginn der Saison 2012/13 stoppte ihn erneut eine Knieverletzung, die seine Sportinvalidität zur Folge hatte und ihn am 19. März 2013 zur Aufgabe seiner aktiven Laufbahn zwang.

## Erfolge
- Aufstieg in die 2. Bundesliga 2009 mit dem SC Paderborn